# Resnova minor
Resnova minor là một loài thực vật có hoa trong họ Măng tây. Loài này được van der Merwe miêu tả khoa học đầu tiên năm 1946.